# أتسوأو واتانابي
أَتسوأُو واتانابً (باليابانية: 渡辺 敦夫) (15 أبريل 1974 في طوكيو في اليابان – )؛ هو لاعب كرة قدم ياباني سابق كان يلعب كمدافع.

## وصلات خارجية
- أتسوأو واتانابي على موقع رابطة كرة القدم اليابانية للمحترفين (اليابانية)
- أتسوأو واتانابي على موقع عالم كرة القدم.نت (الإنجليزية)